# Koziki (przystanek kolejowy)
Koziki - obecnie nieczynny przystanek kolejowy we wsi Koziki, w województwie podlaskim, w Polsce.